# Briude
Briude (en occità Briude, en francès Brioude) és un municipi francès del departament de l'Alt Loira, a la regió d'Alvèrnia-Roine-Alps.
Amb aproximadament 6.900 habitants, la vila és la tercera del departament, darrere de Lo Puèi de Velai i Monistrol-sur-Loire.

## Fills il·lustres
- Eugene León Vivier, (1817-1900) literat i músic.

## Monuments
- Basílica de Saint Julien
- Museu del salmó.
- Museu sobre peces d'encaixament.